# COROT-8
COROT-8 — звезда, в созвездии Орла на расстоянии около 1239 световых лет от нас. Вокруг звезды обращается, как минимум, одна планета.

## Характеристики
COROT-8 представляет собой оранжевый карлик с массой и радиусом, равными 0,88 и 0,77 солнечных соответственно. По астрономическим меркам, это уже довольно немолодая звезда: её возраст около 3 миллиардов лет. Своё наименование она получила в честь космического телескопа COROT, с помощью которого у неё был открыт планетарный компаньон.

## Планетная система
В 2010 году группой астрономов, работающих в рамках программы COROT, было объявлено об открытии планеты COROT-8 b в данной системе. Это горячий газовый гигант, по массе и размерам напоминающий Сатурн. Обращается планета на расстоянии около 0,06 а. е. от родительской звезды, совершая при этом полный оборот за 6,21 суток.